# Diocesi ortodossa romena d'Italia
La diocesi ortodossa romena d'Italia (in romeno: Episcopia Ortodoxă Română a Italiei) è una diocesi della chiesa ortodossa romena con giurisdizione sul territorio d'Italia ed ha sede a Roma. Fa parte della Metropolia (provincia ecclesiastica) Ortodossa Romena d'Europa occidentale e meridionale.

## Storia
La presenza di romeni di rito ortodosso in Italia si è molto accresciuta dopo l'ingresso della Romania nell'Unione europea. All'inizio del 2008 i cittadini rumeni in Italia hanno toccato quota un milione (790.902 presenze ufficiali, cui vanno aggiunte almeno 200.000 presenze senza fissa dimora), diventando così la comunità ortodossa più numerosa d'Italia.
 Il 19 febbraio 2008 l'assemblea diocesana della metropolia della chiesa ortodossa rumena per l'Europa occidentale e meridionale ha creato una diocesi per l'Italia composta dalle 70 parrocchie sparse nella penisola. Primo vescovo è il mons. Siluan Șpan (nato a Gura Râului il 5 marzo 1970), che è stato intronizzato a Lucca ed è attualmente residente presso la sede della diocesi ortodossa rumena a Roma.

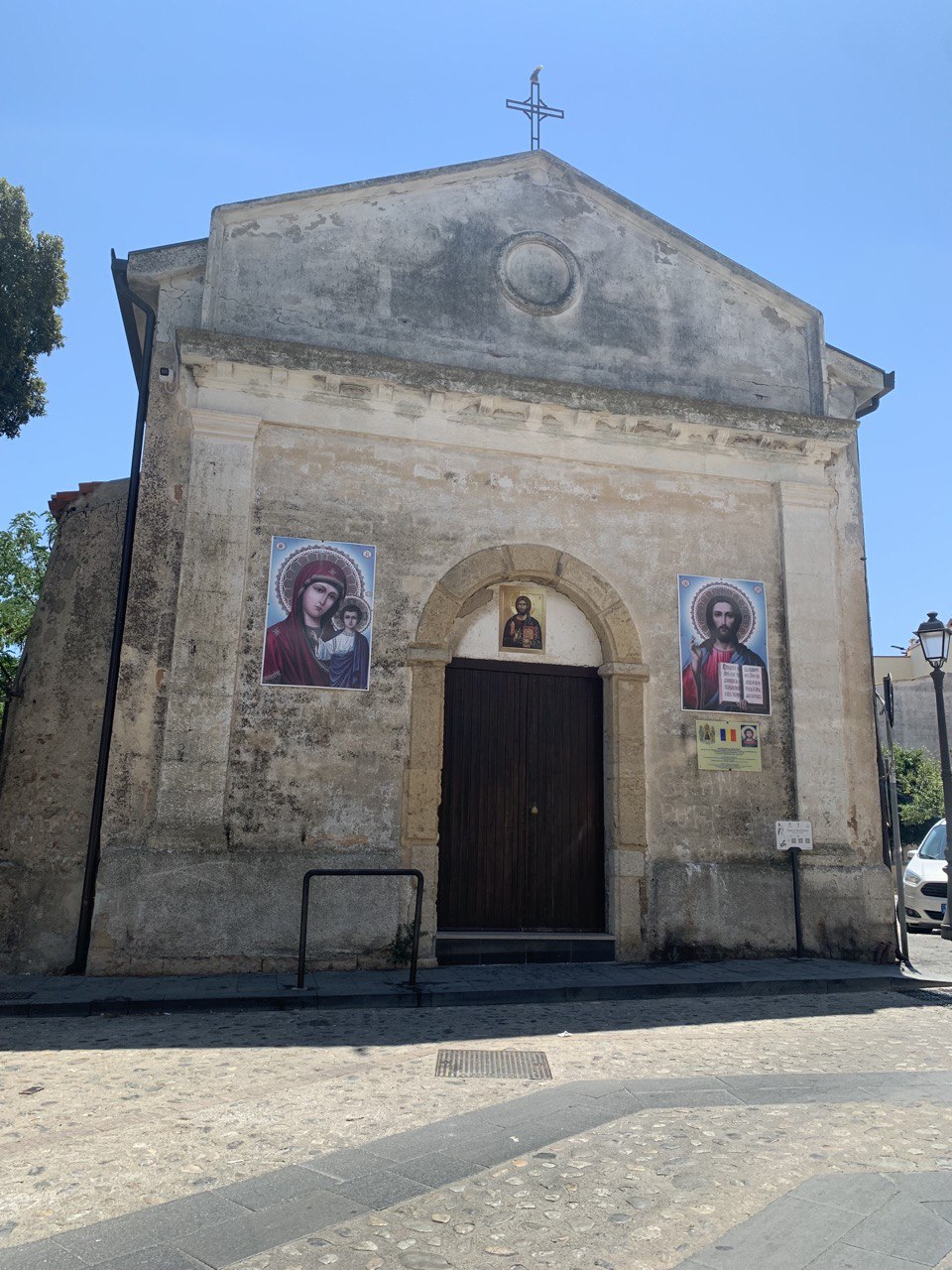
La chiesa ortodossa di Sant'Acacio martire a Crotone.

 La diocesi è strutturata in 21 «decanati».

## Organizzazione territoriale
Sul territorio nazionale, dal Nord al Sud, si contano attualmente circa 181 parrocchie, fra cui quelle nei territori di Alessandria, Casale Monferrato, Cirié, Roma, Milano, Torino, Rimini, Lodi, Padova, Venezia, Voghera, Palermo, Ragusa, Rocca di Papa, Olbia, Reggio Calabria, Siracusa, Alcamo, Salerno, Trani, Pesaro, Crotone e molte altre. Sotto la sua giurisdizione vi sono sei monasteri, fra cui spicca il Monastero greco-ortodosso di San Giovanni Therestis a Bivongi. 
 Il clero è composto da circa un centinaio di preti e 11 diaconi.
Sede dell'eparchia è il monastero della Dormizione della Madre di Dio sulla via Ardeatina a Roma. Dalla diocesi dipendono anche i fedeli ortodossi rumeni residenti a Malta e nella Repubblica di San Marino.